# Fort Chambly
Pour les articles homonymes, voir Chambly.

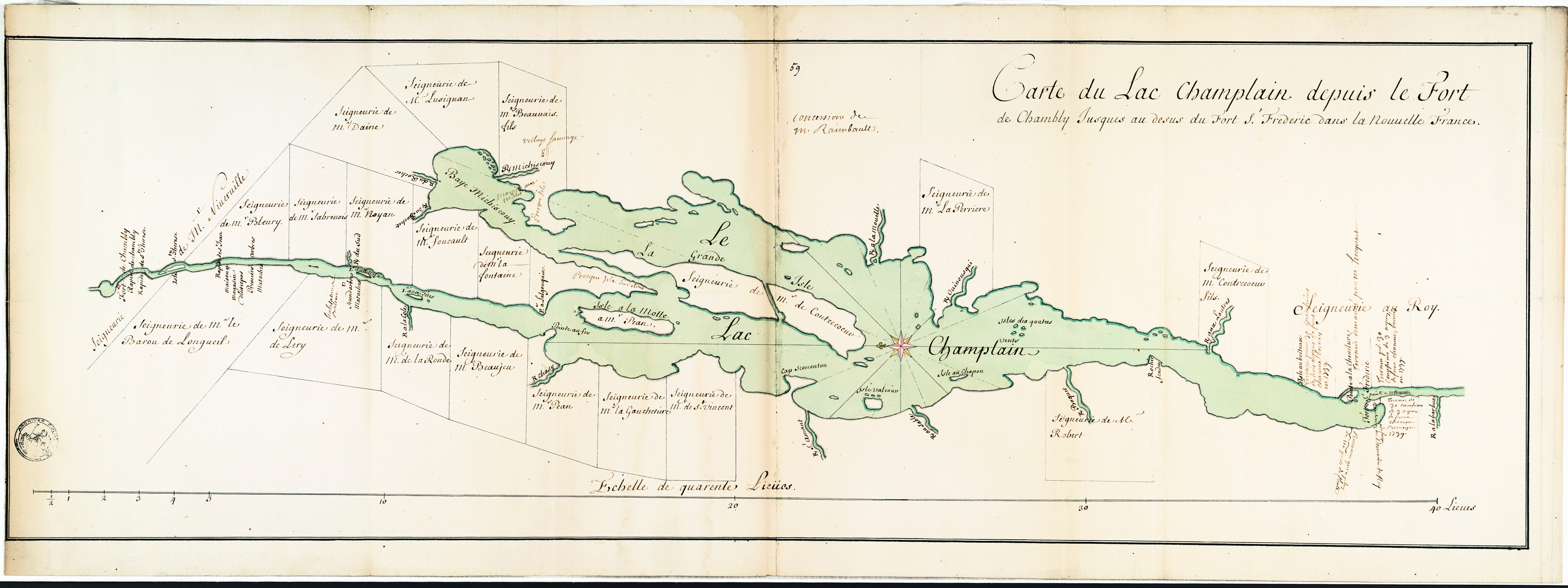
«Carte du Lac Champlain depuis le Fort de Chambly Jusques desus du Fort St Frederic dans la Nouvelle France.»Plan cadastral indiquant les concessions et seigneuries sur les bords du lac suivant le bornage de 1739; indication du cours des eaux et rapides.

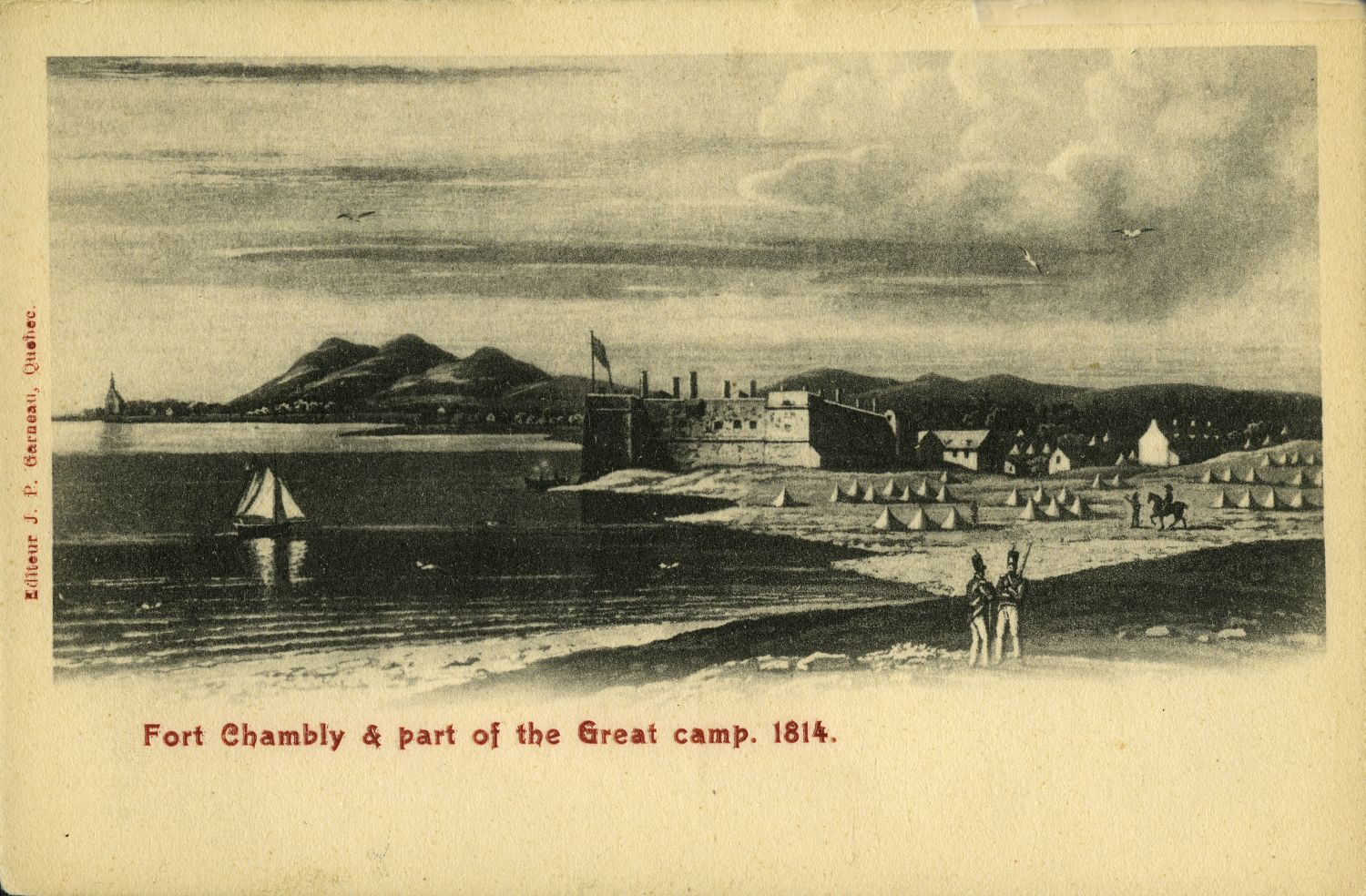
Le fort Chambly et une partie du grand campement en 1814

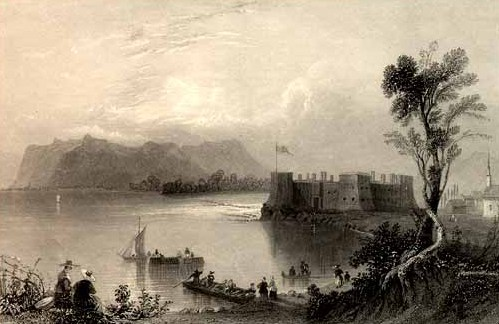
Le fort Chambly en 1840.

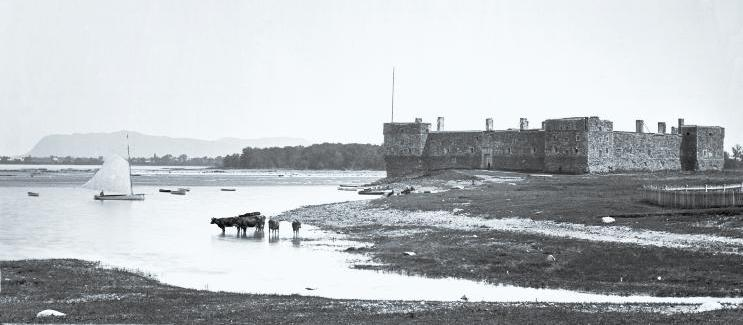
Le fort Chambly en 1863.

Le Fort-Chambly est situé sur la rive ouest de la rivière Richelieu au Québec. Au pied des rapides de Chambly, il constitue l'un des plus importants vestiges de l’architecture militaire des XVIIe et XVIIIe siècles ; il s’inspire des principes des fortifications françaises à la Vauban.
Classé lieu historique national en 1920, le fort Chambly est aujourd'hui un lieu d'interprétation qui rappelle l'histoire militaire et sociale de la vallée du Richelieu, de 1665 à 1760. Chaque année, le site accueille entre 100 000 et 150 000 personnes dont plus de 20 000 visitent le fort.
Un grand nombre d'officiers se sont succédé au commandement du fort.

## Histoire

### Premier fort (1665-1690)
Ce fort fut construit en 1665 par les Français sous le nom de fort Saint-Louis. Après de multiples demandes de la colonie, le roi Louis XIV envoya le régiment de Carignan-Salières en Nouvelle-France pour combattre les Iroquois.
Le capitaine Jacques de Chambly, du même régiment, est envoyé pour construire un fort de bois près des rapides du Richelieu. Il n'avait qu'une seule porte, mesurait 144 pieds de côté et avait des palissades en bois de 15 à 20 pieds de haut (soit 5 à 7 mètres de haut). Il y avait des bâtiments dans l'enceinte pour abriter les soldats et pour les dépôts. La construction du fort Saint-Louis coïncide avec la date de la fête de saint Louis (Louis IX), le 25 août. Il faisait partie d'un réseau de cinq forts construits le long du Richelieu jusqu'au lac Champlain, servant de places fortes et de postes de ravitaillement au cours des raids contre les Agniers.
Deux expéditions furent lancées en territoire iroquois. La première eut lieu au cours de l'hiver de 1666 et se solda par un échec des forces françaises. La seconde, durant l'automne de la même année, mena au pillage et à la destruction de cinq villages agniers ainsi qu'à la signature d'un accord de paix en 1667. Près du deux tiers des soldats du régiment de Carignan-Salières choisirent de retourner en France à la fin des hostilités, mais une petite garnison demeura au fort Saint-Louis jusque vers 1674. Il fut probablement abandonné ensuite.
L'officier Pierre de Saint-Ours Deschaillons prit le commandement du fort Chambly en 1679 et resta en poste jusqu'en 1686. Entre-temps, le conflit avec les Iroquois reprit en milieu d'année 1680 et des compagnies franches de la Marine ainsi que des miliciens vinrent prendre garnison au fort.

### Deuxième fort (1690-1702)
Vers 1690, le premier fort arrive au bout de sa vie utile et un deuxième fort en bois est construit pour le remplacer. Le commandement était alors assuré par capitaine Raymond Blaise Des Bergères de Rigauville venu avec son légendaire chien « Niagara ». Fidèle compagnon, chien sentinelle et « courrier du roi », celui-ci deviendra vite un héros dans le triangle des forts de La Prairie, Chambly et Boucherville.

### Troisième fort (1702-1709)
C’est en novembre 1702 que le deuxième fort de bois fut détruit par un incendie accidentel. Les troupes régulières furent affectées à la reconstruction d’un troisième fort de bois. L’enceinte formée de pieux s’élevait à 12 pieds de hauteur.

### Quatrième fort (1709-)
Durant la guerre de Succession d’Espagne, de nouveaux ennemis s’ajoutèrent aux Iroquois : les Britanniques. En 1709, pour améliorer son efficacité face à l'artillerie anglaise, le gouverneur de l'époque, Philippe de Rigaud de Vaudreuil, ordonna de remplacer la palissade de bois par une muraille de pierre. La construction fut faite entre 1709 et 1711.
Le matin du 4 septembre 1760, en pleine guerre de Sept Ans, un détachement composé de 1 000 Britanniques et de quelques pièces d'artillerie quitte un campement localisé dans les environs du fort Sainte-Thérèse avec pour objectif de prendre le fort Chambly. Aux abords de celui-ci, le colonel Derby, qui mène l'expédition, choisit d'user de stratégie et envoie ses soldats faire le tour des habitations avoisinantes. Femmes et enfants sont réunis et disposés à la manière d'une muraille humaine derrière laquelle se rangent les Britanniques. Protégés par leurs otages, les soldats ouvrent le feu en direction du fort et tirent quelques salves par-dessus la tête des civils. Comprenant l'astuce de son adversaire, Paul-Louis Dazemard de Lusignan, commandant français de la garnison du fort Chambly, choisit de négocier sa reddition et demande qu'on accorde à lui et ses hommes les Honneurs de la guerre. Le colonel Derby rejette cette demande et presse le commandant de se rendre faut de quoi il passera tout le monde au fil de l'épée. Contraints par cette nouvelle menace, de Lusignan et la cinquantaine d'hommes composant la garnison se rendent aux forces britanniques marquant la fin de la présence française dans le fort Chambly.
Les Anglais tiennent le fort jusqu'au 20 octobre 1775, date de son invasion par les Américains. Les Britanniques en reprirent le contrôle en juin 1776. Au début de la guerre de 1812, ils y aménagèrent un important complexe militaire et le fort Chambly resta en leur possession jusqu'à la fin du conflit.
Mal entretenu et décrépit, il fut abandonné dans les années 1850.

### Liste des commandants du fort Chambly sous le régime français,

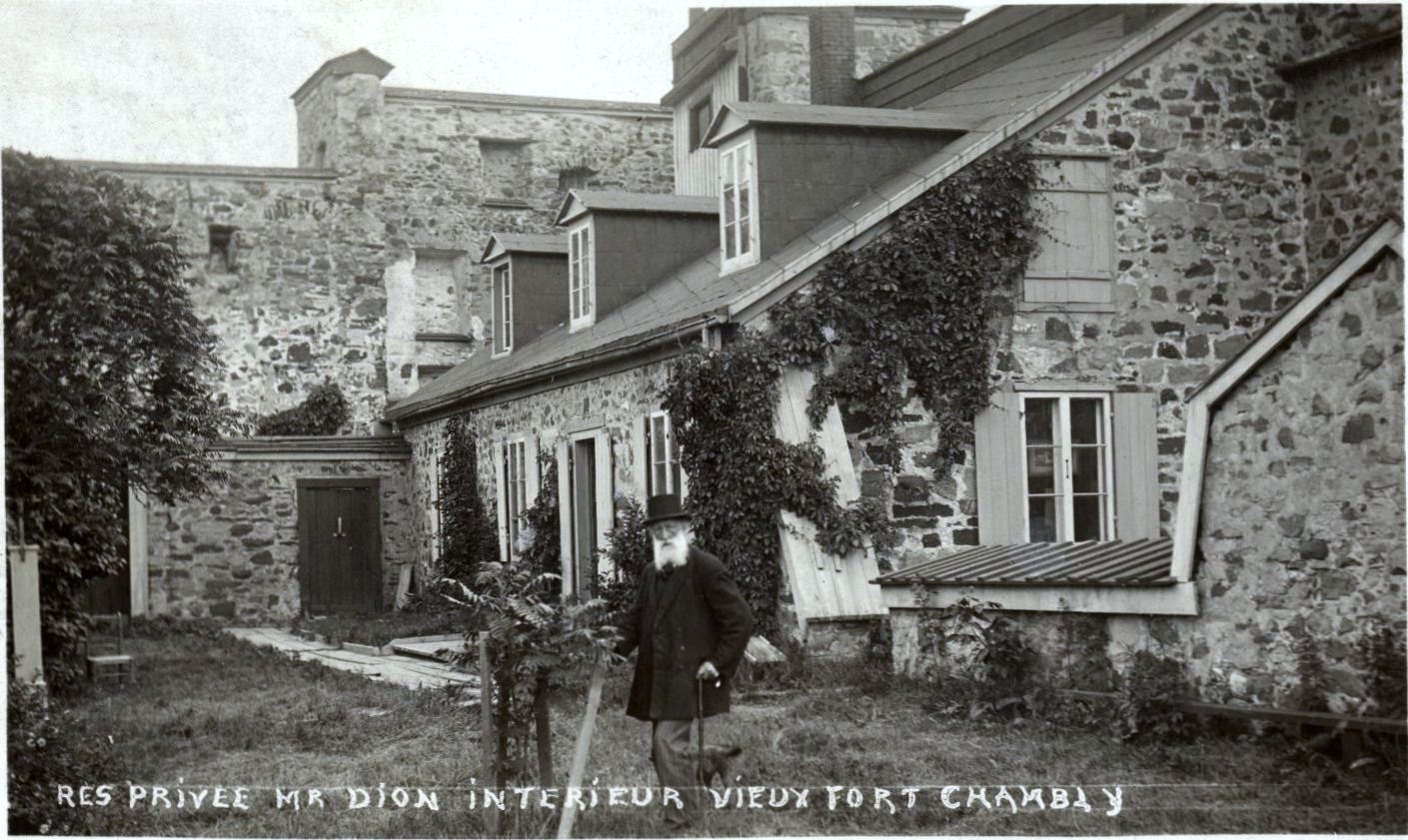
Joseph-Octave Dion dans le vieux fort Chambly qu'il fit restaurer (cliché daté de 1915).

### Liste des commandants du fort Chambly sous le régime français[5],[6]
| N° | Nom                                          | Début de mandat | Fin de mandat | Notes |
| -- | -------------------------------------------- | --------------- | ------------- | --- |
| 1  | Jacques de Chambly                           | 1665            | 1668          | |
| 2  | Louis Petit                                  | 1668            | 1670          | |
| 3  | Jacques de Chambly                           | 1670            | 1673          | 2e affectation |
| 4  | Inconnu                                      | 1674            | 1678          | Réal Fortin, historien, avance l'hypothèse que le fort a été abandonné durant cette période.                             |
| 5  | Pierre de Saint-Ours Deschaillons            | 1679            | 1686 [?]      | La présence de Pierre Saint-Ours Deschaillons est incertaine après 1681.                                                 |
| 6  | Inconnu                                      | 1686            | 1686          | |
| 7  | François Lefebvre Duplessis Faber            | 1687            | 1689 [?]      | |
| 8  | Raymond Blaise des Bergères de Rigauville    | 1690 [?]        | 1696          | Certains historiens avancent que Raymond Blaise des Bergères de Rigauville aurait pris le commandement du fort dès 1688. |
| 9  | Nicolas Daneau de Muy                        | 1697            | 1703          | |
| 10 | Paul d'Ailleboust de Périgny                 | 1703 [?]        | 1709 [?]      | Son affectation est certaine en 1704 et a probablement commencé en 1703.                                                 |
| 11 | Raymond Blaise des Bergères de Rigauville    | 1709 [?]        | 1710          | 2e affectation |
| 12 | Nicolas Blaise des Bergères de Rigauville    | 1710            | 1711          | Fils du commandant Raymond Blaise des Bergères de Rigauville.                                                            |
| 13 | François Desjordy Moreau de Cabanac          | 1711            | 1713          | |
| 14 | François Mariauchau d'Esgly                  | 1714            | 1716 [?]      | |
| 15 | Paul d'Ailleboust de Périgny                 | 1716 [?]        | 1719          | 2e affectation. Elle pourrait avoir débuté en 1715.                                                                      |
| 16 | Frédéric-Louis Herbin                        | 1719            | 1719          | |
| 17 | Jacques-Charles de Sabrevois                 | 1720            | 1724          | |
| 18 | René Robinau de Portneuf                     | 1725            | 1726          | |
| 19 | Jacques-Hugue Péan de Livaudière             | 1727            | 1729          | |
| 20 | François-Antoine Pécaudy de Contrecœur       | 1729            | 1733 [?]      | Beau-père du commandant Jacques-Hugues Péan de Livaudière                                                                |
| 21 | Gaspar Adhémar de Lantagnac                  | 1733            | 1740          | |
| 22 | Nicolas-Marie Renaud d'Avène des Méloizes    | 1740            | 1742          | |
| 23 | Charles-François des Mézières de Lépervanche | 1742            | 1743          | |
| 24 | Louis Herbin                                 | 1743            | 1745          | |
| 25 | Pierre Boucher de Boucherville               | 1745            | 1746          | |
| 26 | Claude Hertel de Beaulac                     | 1747            | 1747          | |
| 27 | Joseph-Claude Boucher de Niverville          | 1747            | 1748          | |
| 28 | Jean-Baptiste-François Hertel de Rouville    | 1748            | 1751          | Neveu du commandant Claude Hertel de Beaulac                                                                             |
| 29 | Jacques-Pierre Daneau de Muy                 | 1751            | 1753          | Fils du commandant Nicolas Daneau de Muy                                                                                 |
| 30 | Jean-Baptiste-François Hertel de Rouville    | 1753            | 1760          | 2e affectation |
| 31 | Paul-Louis Dazemard de Lusignan              | 1760            | 1760          | Dernier commandant français du fort Chambly                                                                              |

## Restauration
Natif de Chambly, Joseph-Octave Dion s’attacha au vieux fort en ruine et entreprit en 1881 de sauver ce qui, à ses yeux, était un véritable monument historique.
Il était journaliste, il écrivit plusieurs articles sur le sujet et obtint finalement des fonds du gouvernement canadien pour restaurer le bâtiment. Dion mourut au fort après y avoir habité pendant près de 35 ans. À son décès, le fort fut confié à Parcs Canada.

## Photos du Fort Chambly

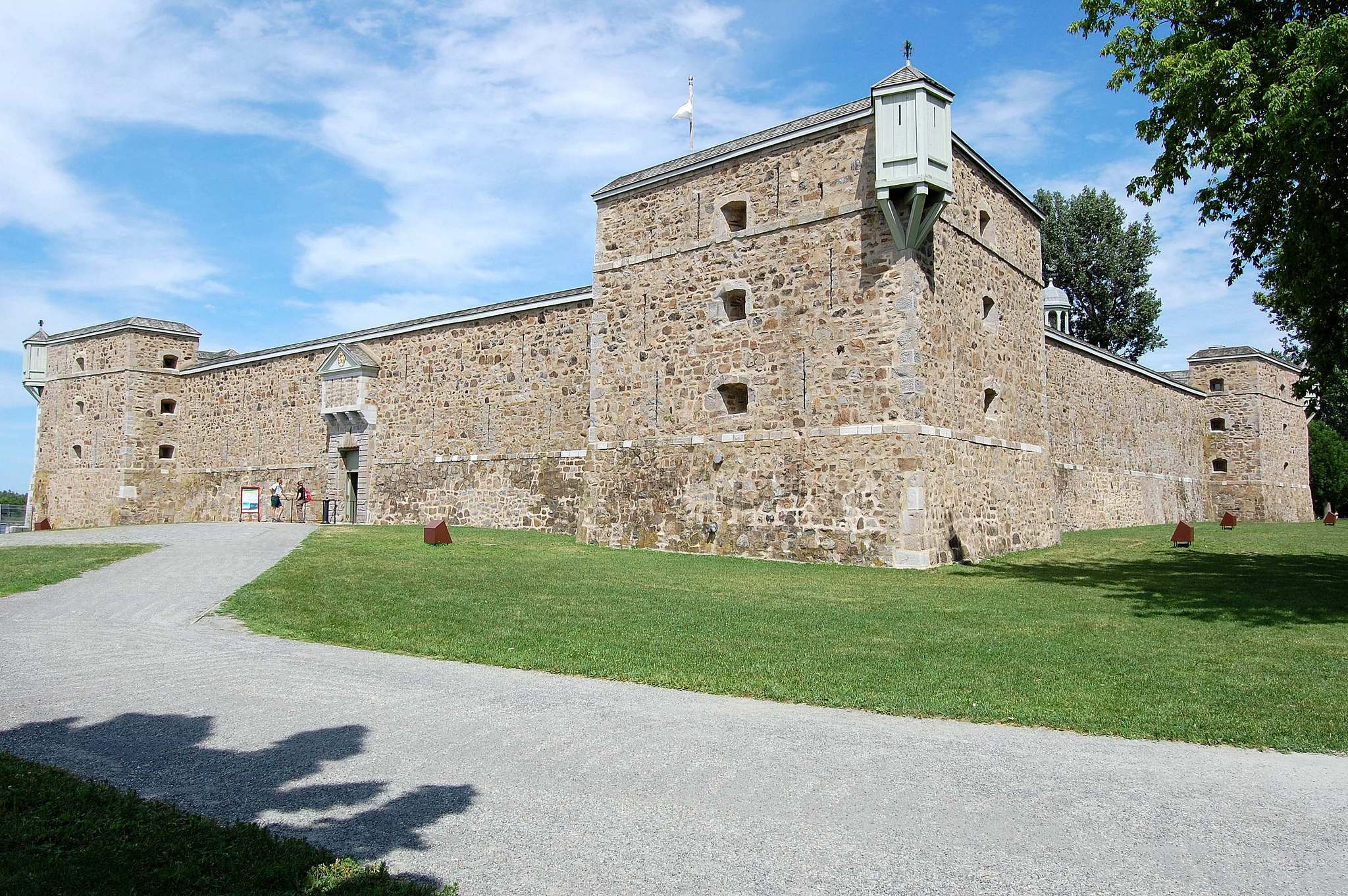
Le fort Chambly en été
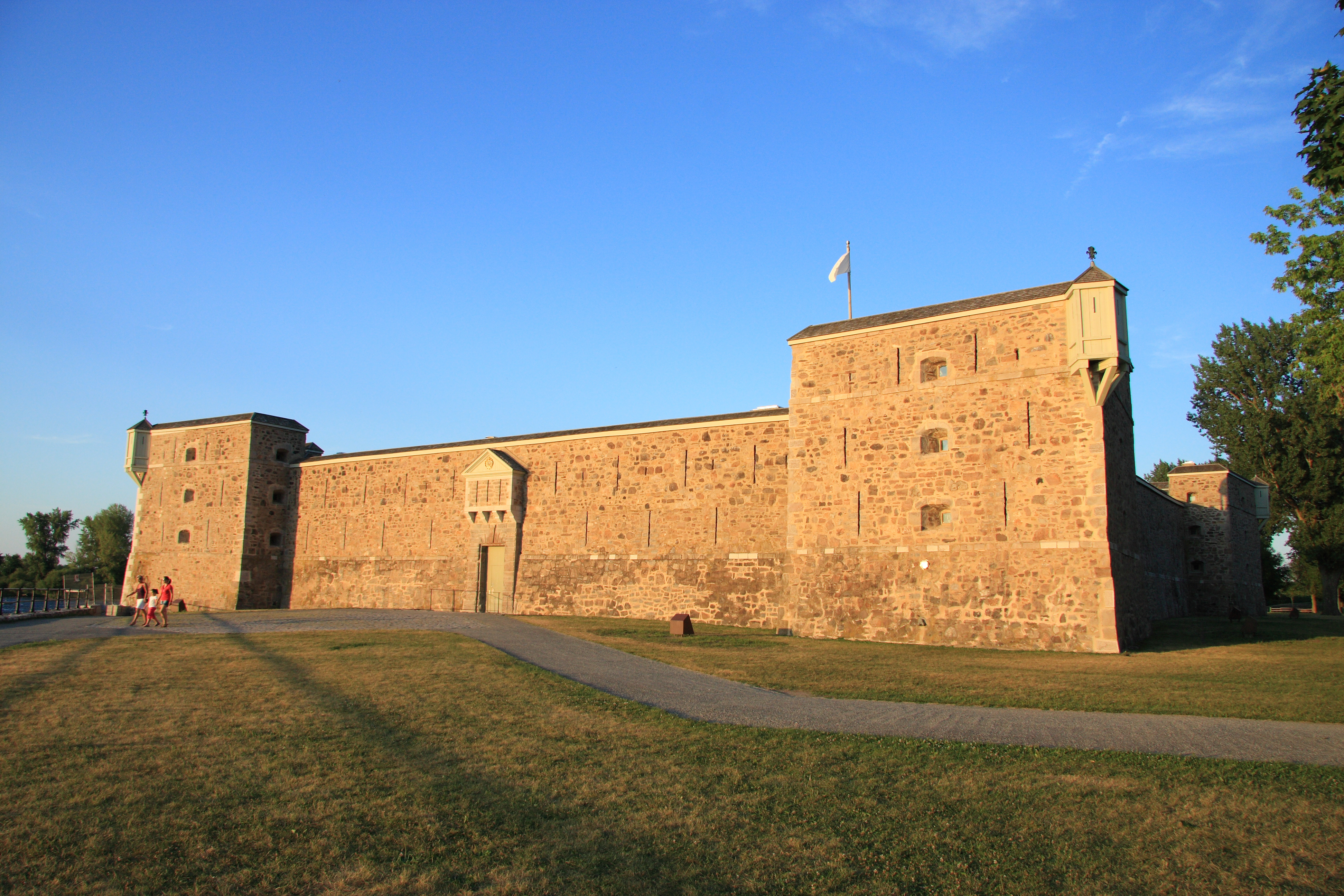
Le fort Chambly au coucher du soleil
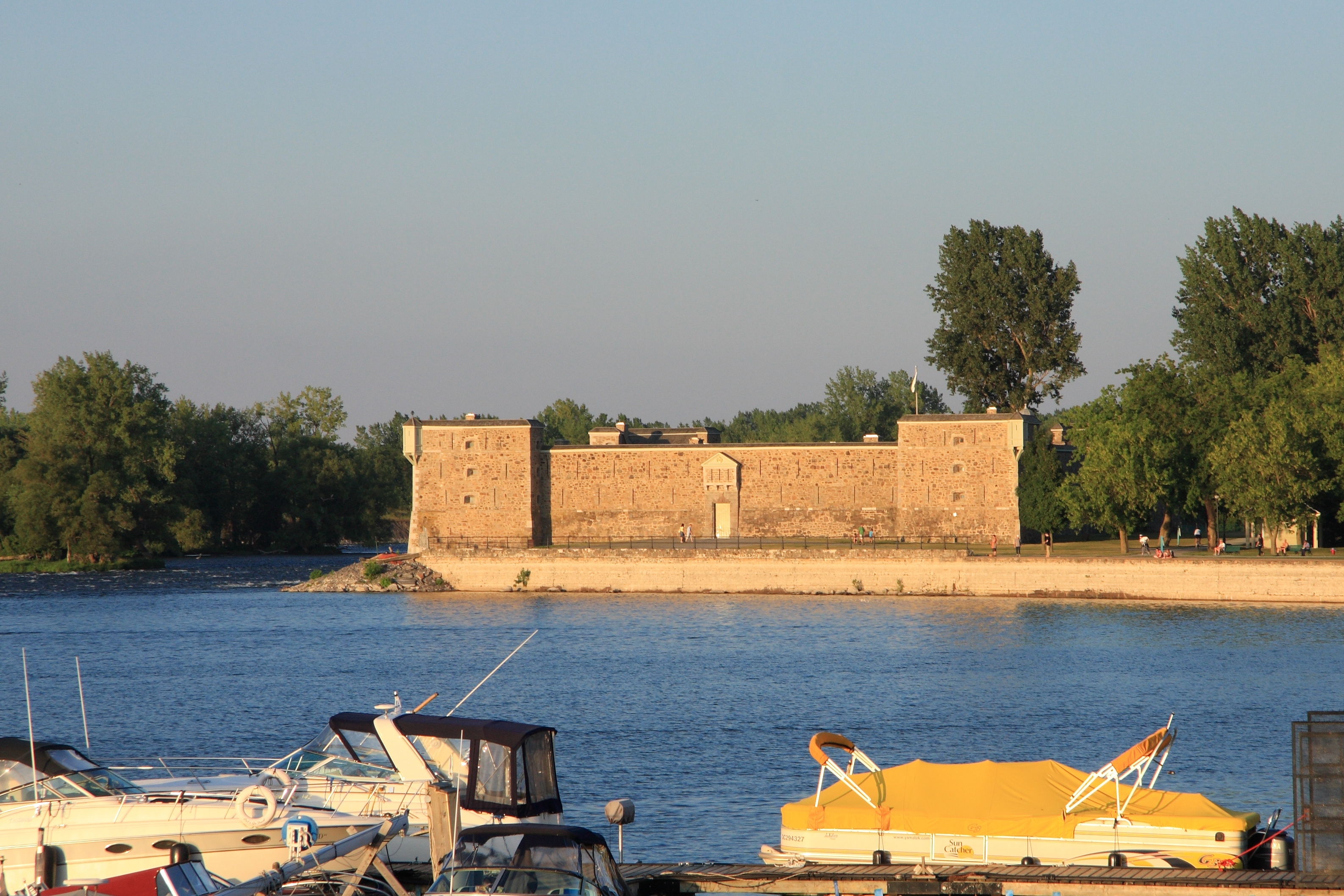
Le fort Chambly de loin
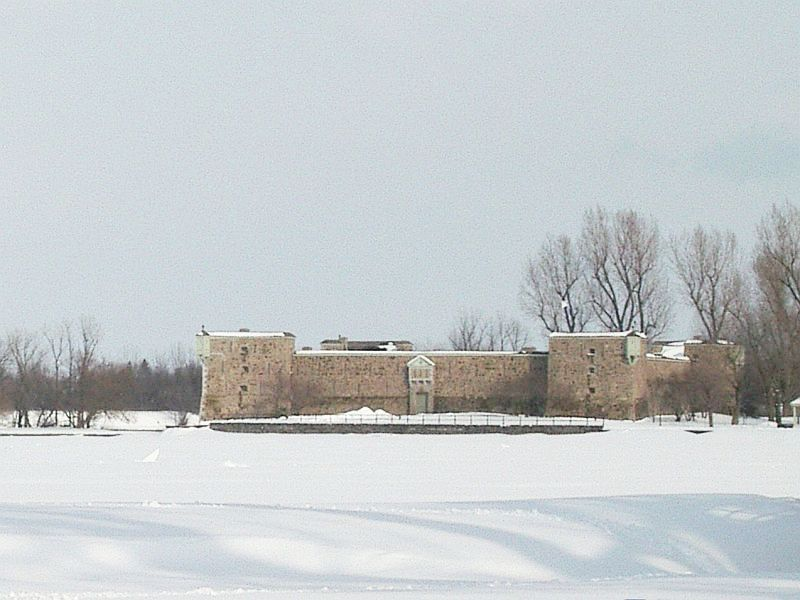
Le fort Chambly en hiver
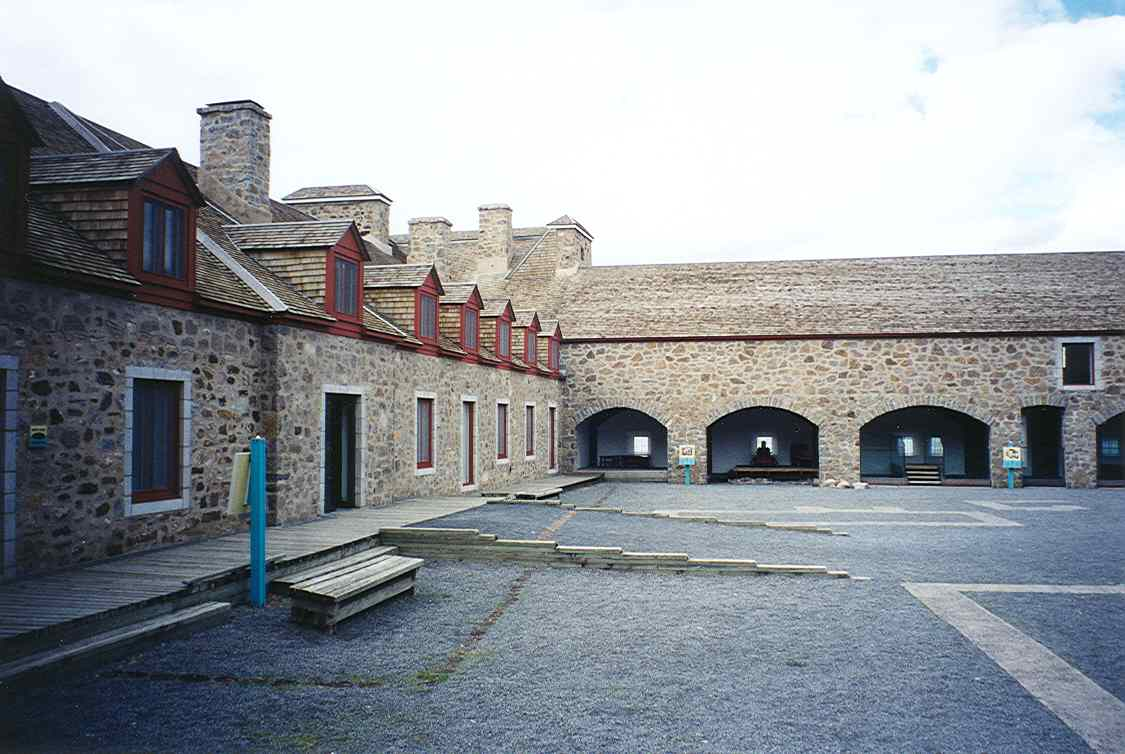
Place d'armes
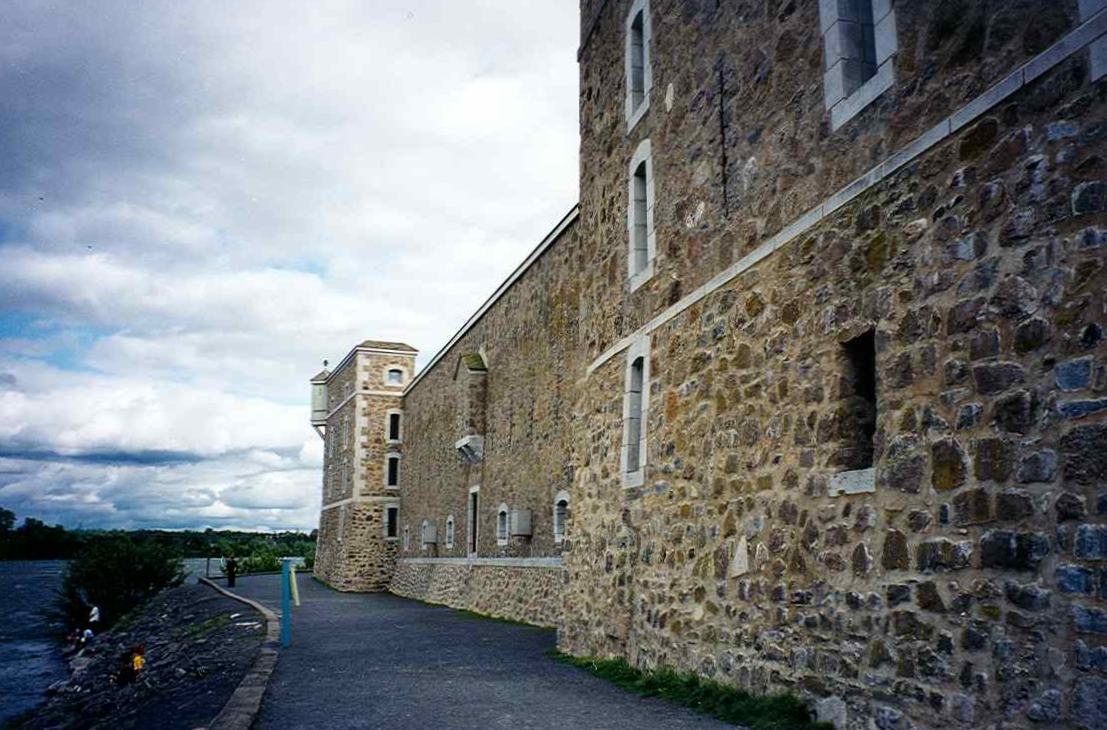
Mur longeant la rivière Richelieu
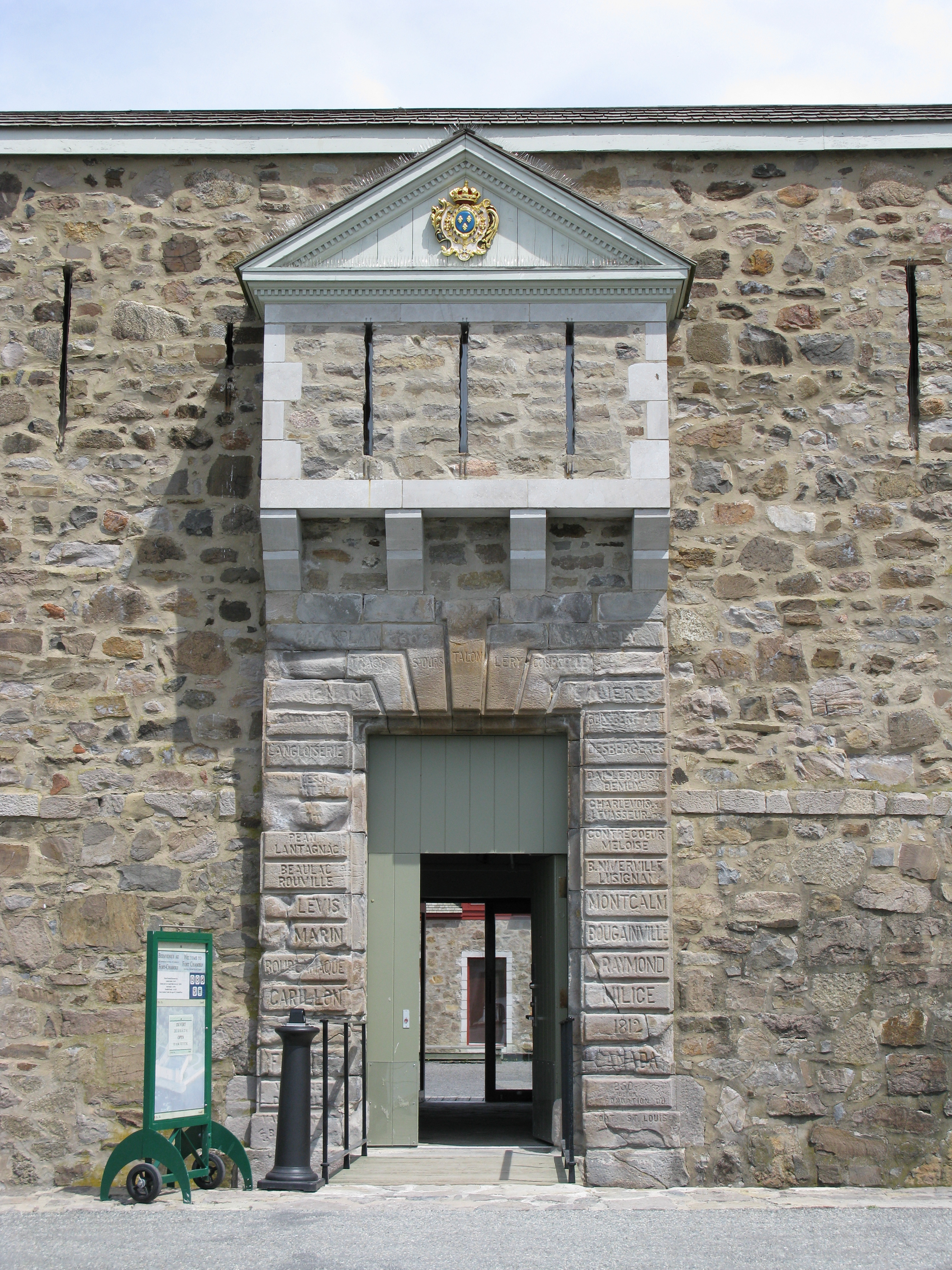
Entrée du fort
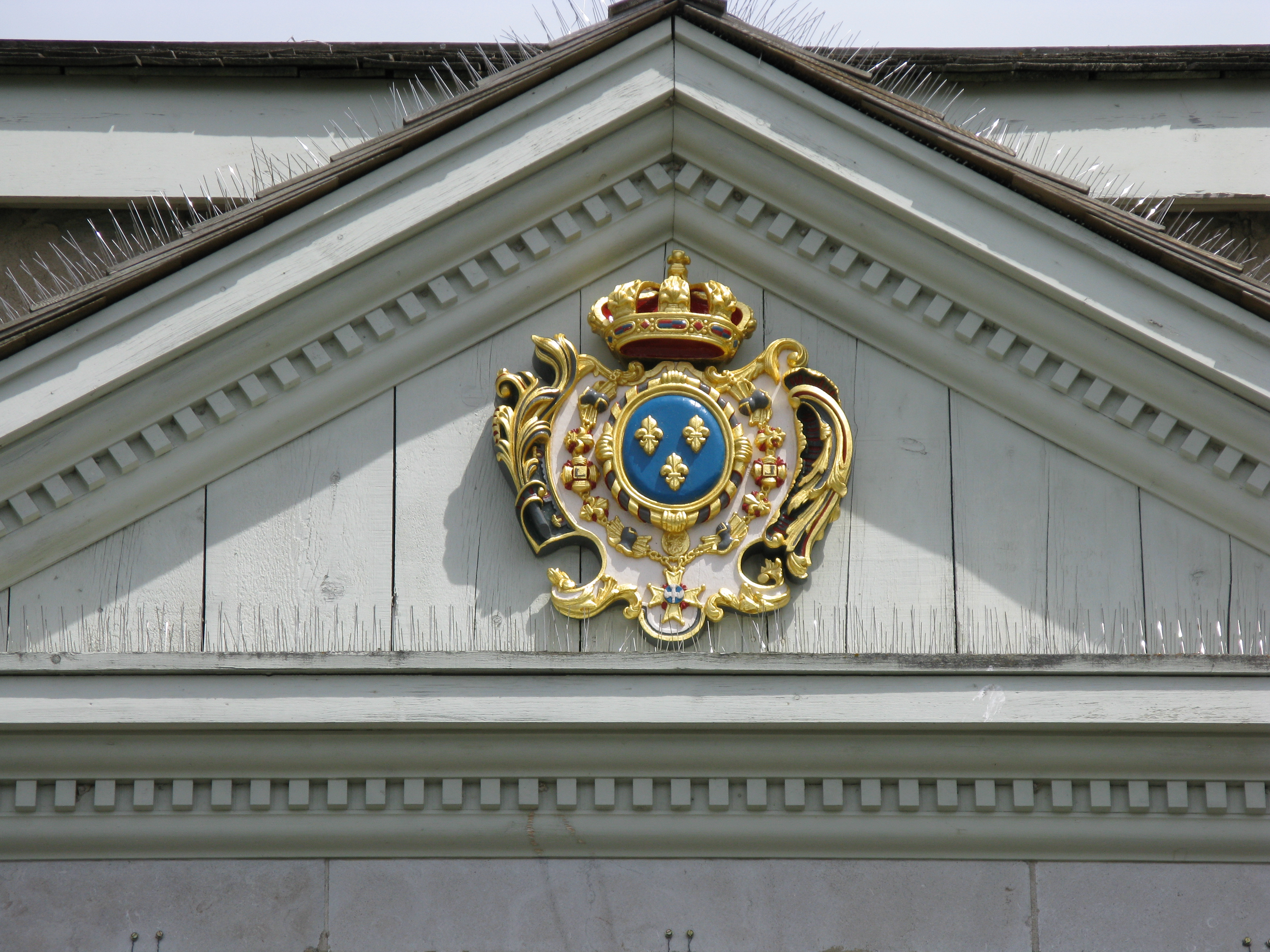
Armoiries
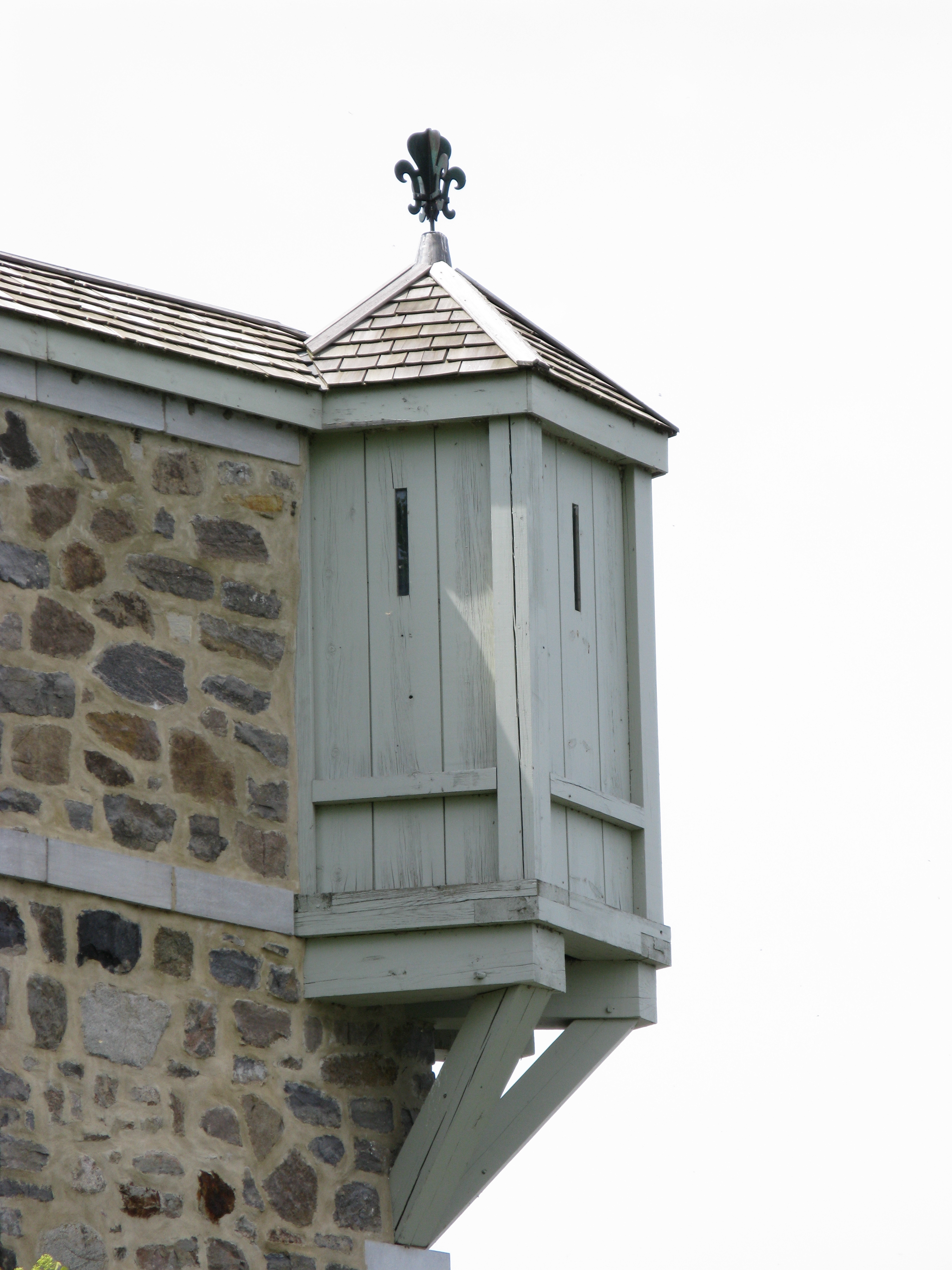
Échauguette
Tour Nord-Ouest et mur Nord
Tour Nord-Ouest
Mur et tour du Nord-Ouest